# رود فنی
رود دوجی فنی (فرانسوی: Rod Dodji Fanni‎؛ زادهٔ ۶ دسامبر ۱۹۸۱) بازیکن فوتبال اهل فرانسه است.
از باشگاه‌هایی که در آن بازی کرده‌است می‌توان به لن، نیس، رن، مارسی، العربی، چارلتون اتلتیک و مونترال ایمپکت اشاره کرد.
وی همچنین در تیم ملی فوتبال فرانسه بازی کرده‌است.